# Трухно, Леонид Станиславович
Леонид Станиславович Трухно (род. 6 января 1963, Свердловск) — советский хоккеист. Мастер спорта СССР международного класса. 

## Биография
Учился в свердловской спортивной школе «Юность».
Первоначально выступал за команды «Колос» (Каргаполье, 1979/1980), «Автомобилист» (Свердловск, 1980/1982). Был призван в ряды Советской Армии, проходил службу в ЦСКА (1981/1985). После демобилизации играл за «Химик» (Воскресенск, 1985/1992).
Был участником чемпионата Европы среди юниорских команд 1981 года в Минске, став чемпионом и лучшим нападающим, а также чемпионата мира среди молодёжных команд 1983 года в Ленинграде, став чемпионом и заняв девятое место в списке бомбардиров.
В начале 1990-х годов с семьёй уехал в Данию. C 1992 года по 2006 год выступал за датские хоккейные клубы.
Игрок Ночной хоккейной лиги.

## Спортивные достижения
- Чемпион мира среди молодёжных команд (1983).
- Чемпион Европы среди юниорских команд (1981).
  - Лучший нападающий чемпионата Европы среди юниорских команд (1981).
- Обладатель Кубка Европы (ЦСКА: 1984)
- Чемпион СССР (ЦСКА: 1981/82)
- 2-й призёр чемпионата СССР (Химик, 1988/89)
- 3-й призёр чемпионата СССР (Химик, 1989/90).
- Чемпион СССР среди юниоров (1979/80)
- Серебряный призёр чемпионата СССР среди молодёжи (1980/81)

## Семья
Сын Вячеслав (род. 22 февраля 1987, Воскресенск), вместе с родителями уехал в Данию, где делал свои первые шаги в хоккее. Выступая в Дании за клуб «Рунгстед», забил гол с подачи отца.